# العلاقات السودانية البالاوية
العلاقات السودانية البالاوية هي العلاقات الثنائية التي تجمع بين السودان وبالاو.

## مقارنة بين البلدين
هذه مقارنة عامة ومرجعية للدولتين:
| وجه المقارنة                                              | السودان                     | بالاو                         |
| --------------------------------------------------------- | --------------------------- | ----------------------------- |
| المساحة (كم2)                                             | 1.89 مليون                  | 465                           |
| عدد السكان (نسمة)                                         | 40.53 مليون                 | 21.73 ألف                     |
| الكثافة السكانية (ن./كم²)                                 | 21.44                       | 4.67 ألف                      |
| العاصمة                                                   | الخرطوم                     | نغيرولمود، كورور              |
| اللغة الرسمية                                             | اللغة العربية، لغة إنجليزية | لغة إنجليزية، اللغة البالاوية |
| العملة                                                    | جنيه سوداني                 | دولار أمريكي                  |
| الناتج المحلي الإجمالي (بليون دولار)                      | 117.49 مليار                | 291.54 مليون                  |
| الناتج المحلي الإجمالي (تعادل القوة الشرائية) بليون دولار | 176.55 مليار                | 326.12 مليون                  |
| الناتج المحلي الإجمالي الاسمي للفرد دولار أمريكي          | 2.41 ألف                    | 13.50 ألف                     |
| الناتج المحلي الإجمالي للفرد دولار أمريكي                 | 4.07 ألف                    | 14.76 ألف                     |
| مؤشر التنمية البشرية                                      | 0.479                       | 0.780                         |
| رمز المكالمات الدولي                                      | +249                        | +680                          |
| رمز الإنترنت                                              | سودان                       | .pw                           |
| المنطقة الزمنية                                           | ت ع م+03:00، ت ع م+02:00    | ت ع م+09:00                   |

## منظمات دولية مشتركة
يشترك البلدان في عضوية مجموعة من المنظمات الدولية، منها:
| علم المنظمة | اسم المنظمة                                 | تاريخ انضمام السودان | تاريخ انضمام بالاو |
| ----------- | ------------------------------------------- | -------------------- | ------------------ |
|             | مجموعة دول أفريقيا والكاريبي والمحيط الهادئ | ?                    | ?                  |
|             | مؤسسة التنمية الدولية                       | 24 سبتمبر 1960       | 16 ديسمبر 1997     |
|             | الأمم المتحدة                               | 12 نوفمبر 1956       | 15 ديسمبر 1994     |
|             | البنك الدولي للإنشاء والتعمير               | 5 سبتمبر 1957        | 16 ديسمبر 1997     |
|             | منظمة حظر الأسلحة الكيميائية                | ?                    | ?                  |
|             | مؤسسة التمويل الدولية                       | 21 أكتوبر 1960       | 16 ديسمبر 1997     |
|             | وكالة ضمان الاستثمار متعدد الأطراف          | 7 نوفمبر 1991        | 16 ديسمبر 1997     |
|             | يونسكو                                      | 26 نوفمبر 1956       | 20 سبتمبر 1999     |

## وصلات خارجية
- موقع وزارة الخارجية السودانية